# アンディ・ディウフ
アンディ・ディウフ（Andy Diouf、2003年5月17日 - ）は、フランス・ヌイイ＝シュル＝セーヌ出身のサッカー選手。リーグ・アン・RCランス所属。ポジションはMF。

## クラブ経歴
パリ・サンジェルマンFCやACブローニュ＝ビランクールの下部組織を経て、2018年にスタッド・レンヌの下部組織へ加入した。2020年12月10日、クラブと初のプロ契約を結ぶと、2021年5月9日、リーグ・アンのパリ・サンジェルマン戦にてトップチームデビューを果たした。
2022年7月18日、2022-23シーズンは買取オプション付きの契約でFCバーゼルへレンタル移籍することが発表された。加入直後からレギュラーに定着して2022-23シーズンは公式戦56試合に出場すると、シーズン終了後にバーゼルへの完全移籍が決定した。
2023年6月30日、バーゼルへの完全移籍直後にも関わらず、RCランスが1,500万ユーロでディウフの獲得を発表した。2028年までの5年契約であり、背番号は18番を着用する。

## 代表経歴
2019年からフランスの世代別代表へ招集されている。

## タイトル

### 代表
U-23フランス代表
- パリオリンピック銀メダル: 2024